# Titels aan het Franse hof
Aan het Franse hof werden gedurende de zestiende, zeventiende en achttiende eeuw titels gebruikt om de leden ervan aan te duiden. Een titel kon een beschrijving van hun functie zijn of een adellijke titel.

## Prinsen en prinsessen van den bloede
Van de XVIe eeuw tot de XVIIIe werden de belangrijkste prinsen en prinsessen van den bloede zelden aangeduid met hun adellijke titel, maar door een verkorting die overeenkomt met hun positie in het koninklijk huis. Het helpt bij het lezen van de memorialisten zoals de hertog van Saint-Simon, kardinaal van Retz of madame de Sévigné om deze titels te kennen, zoals dit citaat uit de Memoires van kardinaal van Retz aangeeft: ... wat er te beslissen viel is niet of men zich moest aansluiten bij monsieur le Prince, maar wat Monsieur moest doen om monsieur le Prince onderworpen te houden.
- Monseigneur

Deze titel, afkorting van monseigneur le dauphin, is die van Lodewijk van Frankrijk, (1661-1711) ook «le grand dauphin» genoemd, enige zoon van Lodewijk XIV en Maria Theresia van Spanje, en grootvader van Lodewijk XV.
De aanspreektitel monseigneur komt een groot aantal hooggeplaatste personen toe. Het is de aanspreektitel van prinsen, ook van de prinsen die niet van koninklijken bloede zijn, en bisschoppen, en van de kanselier van Frankrijk.
- Monsieur

Monsieur was de titel van de oudste broer van de koning. De titel bestond vanaf Hendrik III.
hij werd onder meer gedragen door:
- Gaston van Orléans (1608-1660), broer van Lodewijk XIII. Gaston overleefde zijn broer en er was een tijdlang een grand monsieur en een petit Monsieur.
- Filips van Orléans (1640-1701), broer van Lodewijk XIV, gehuwd met Henriëtta Anne van Engeland (1644-1670) de eerste madame, en daarna met Elisabeth Charlotte van de Palts (1652-1722), de tweede madame. Was een tijdjelang petit monsieur.
- Onder Lodewijk XVI, is «monsieur» zijn oudste broer, graaf van Provence, de latere Lodewijk XVIII.
- Onder Lodewijk XVIII, is «monsieur» de graaf van Artois (1757-1836), latere Karel X.

De aanspreektitel was een werkelijk gebruikte titel en zij werd bij de officiële opsomming van de titels en waardigheden van de oudste broer des konings vermeld.
- Madame

Is de echtgenote van monsieur of, als die er niet is, de oudste dochter van de koning.
Zoals:
- Henriëtta Anne van Engeland (de eerste madame onder Lodewijk XIV)
- Elisabeth Charlotte van de Palts (de tweede madame onder Lodewijk XIV)
- Louise Elisabeth van Frankrijk (1727-1759), oudste dochter van Lodewijk XV, ook genoemd madame première of madame royale.

- Madame première

De benaming van Louise Elisabeth van Frankrijk. De volgende dochters waren dan madame seconde, madame troisième, of droegen de naam «madame» gevolgd door hun voornaam, bijvoorbeeld (Madame Victoire).
De ongetrouwd gebleven dochters van Lodewijk XV werden bekend als "madame Elisabeth", "madame Adélaïde" en "madame Victoire" en "madame Louise".
- Madame royale

De oudste dochter van de koning zodra de titel van madame bezet is door het huwelijk van de broer van de koning. Bij huwelijk gaat de titel over op de volgende dochter.
Voorbeelden:
- Louise Elisabeth van Frankrijk, oudste dochter van Lodewijk XV, ook madame of madame première.
- Marie Adélaïde van Frankrijk (1732-1800), andere dochter van Lodewijk XV na het huwelijk van Elisabeth (de tussenliggende dochters waren reeds gestorven).
- Marie Thérèse Charlotte van Frankrijk (1778-1851), dochter van Lodewijk XVI.

- Monsieur le Prince

Titel van de eerste prins van de Bloede: tot in 1709 waren dat de prinsen van Condé, die afstammen van een oom van Hendrik IV. Na 1709 gaat de titel naar de hertogen van Orleans, die er geen gebruik van maken.
Voorbeelden:
- Louis II van Bourbon-Condé, ook wel Grand Condé (1621-1686), hoofdpersonage in La Fronde en in de memoires van de Kardinaal van Retz.
- Hendrik III Julius van Bourbon-Condé (1643-1709), zijn zoon.
- Louis III de Condé (1668-1710), diens zoon.

- Madame la Princesse

Echtgenote van monsieur le prince.
- Monsieur le Duc

Dit is de hertog van Enghien, zoon van monsieur le Prince. Bij de dood van hun vader worden de hertogen van Enghien prinsen van Condé en erven ze de titel "monsieur le Prince". Na 1709, houden de prinsen van Condé door het verlies van monsieur le Prince nog alleen deze titel over.
- Madame la Duchesse

Echtgenote van monsieur le Duc.
- Mademoiselle

De oudste dochter van monsieur.
De daaropvolgende dochters krijgen mademoiselle gevolgd door hun voornaam of een apanage (zoals mademoiselle de Chartres).
- La Grande Mademoiselle

Mademoiselle de Montpensier (1627-1693), dochter van monsieur, Gaston van Orleans, was nicht van Lodewijk XIV (dochter van oom Gaston).

## Andere titels
- Monsieur le Grand:

Titel van de opperstalmeester (Grand Écuyer) van Frankrijk. een van de zeven grootofficieren. Onder meer de titel waaronder Cinq-Mars aan het hof van Lodewijk XIII gekend was.
- Monsieur le Premier:

De eerste stalmeester (Premier Écuyer), die onder meer de paarden beheerde die de koning zelf bereed .